# Andrin Gulich
Andrin Gulich (* 9. März 1999 in den USA) ist ein Schweizer Ruderer. 2023 wurde er Welt- und Europameister im Zweier ohne Steuermann.

## Sportliche Karriere
Andrin Gulich erreichte bei den Junioren-Weltmeisterschaften 2016 den achten Platz mit dem Schweizer Achter. Ein Jahr später bei den Juniorenweltmeisterschaften 2017 siegte der Schweizer Doppelvierer mit Valentin Hühn, Dominic Condrau, Andrin Gulich und Linus Copes. 2019 trat Gulich bei den U23-Weltmeisterschaften an und belegte den siebten Platz im Vierer ohne Steuermann.
Nach der Zwangspause wegen der COVID-19-Pandemie nahm Gulich 2021 an den Europameisterschaften teil und erruderte den achten Platz im Vierer ohne Steuermann. Paul Jacquot, Markus Kessler, Joel Schürch und Andrin Gulich traten auch bei den Olympischen Spielen in Tokio an und belegten den neunten Platz unter zehn Booten. 2022 trat der Schweizer Vierer in der Besetzung Joel Schürch, Tim Roth, Roman Röösli und Andrin Gulich an. Diese Crew erreichte den fünften Platz bei den Europameisterschaften in München. Auch bei den Weltmeisterschaften 2022 belegte der Schweizer Vierer den fünften Platz. 2023 wechselten Röösli und Gulich in den Zweier ohne Steuermann. Sie gewannen die Auftaktregatta des Ruder-Weltcups. Drei Wochen später siegten die beiden auch bei den Europameisterschaften in Bled, wobei die Schweizer im Ziel nur eine Zehntelsekunde Vorsprung auf die Briten hatten. Drei Monate später bei den Weltmeisterschaften in Belgrad betrug der Vorsprung von Röösli und Gulich auf die Briten über zwei Sekunden. Bei den Olympischen Sommerspielen in Paris 2024 gewannen die beiden die Bronzemedaille.
Andrin Gulich besuchte das Freie Gymnasium Zürich und erwarb einen Bachelor-Abschluss in Wirtschaftswissenschaften an der Yale University.